# Riboux
Riboux este o comună în departamentul Var din sud-estul Franței. În anul 2009 avea o populație de 34 de locuitori.

## Evoluția populației
| An        | 1975 | 1982 | 1990 | 1999 | 2006 | 2009 |
| --------- | ---- | ---- | ---- | ---- | ---- | ---- |
| Populație | 18   | 6    | 16   | 22   | 35   | 34   |